# Рапатеевые
Рапатеевые (лат. Rapateaceae) — семейство растений, входящее в порядок Злакоцветные (Poales), включает в себя около 100 видов в 17 родах, распространенных главным образом в тропической Южной Америке.

## Ботаническое описание
Рапатеевые — травы, высотой до 3 метров, с коротким мясистым корневищем.
Листья узкие, от линейных до мечевидных. Пластинка листа, как правило, повернута на 90° от хорошо развитого, открытого и сложенного вдоль средней жилки влагалища и соединена с ним с помощью черешка.
Цветки обоеполые, актиноморфные, собраны в верхушечные головчатые или однобококолосковые соцветия, поднятые на цветоносах. Лишь у рода машалоцефалус цветонос короткий и соцветие почти полностью скрыто в пазухе приземных листьев или слегка выдается из неё наружу. Каждый цветок снабжен многочисленными черепитчатыми, маленькими или более крупными и тогда полностью закрывающими цветок, прицветничками. Трёхчленный околоцветник состоит из четко различимых чашечки и венчика. Тычинок 6, расположенных в 2 круга, как правило, более коротких, чем лепестки, и становящихся видными, только когда те увянут.
Завязь верхняя, 3-гнёздная, с 1—2 или несколькими анатропными семязачатками в каждом гнезде. Плод — локулицидная коробочка. Семена с маленьким линзовидным зародышем, расположенным близ рубчика и с обильным мучнистым эндоспермом.

## Распространение и экология
Рапатеевые составляют важный элемент растительного покрова Гвианского нагорья. Произрастают на горных хребтах на высотах до 1700—2000 метров над уровнем моря. Встречаются среди кустарниковых зарослей, в редколесьях и саваннах, по берегам рек и водных потоков, в периодически затопляемых рощах, на болотах и топях в дождевых низинных лесах.
Рапатеевые — энтомофильные растения. Цветки их лишены нектара и привлекают насекомых ярко окрашенными лепестками, а нередко и яркими прицветничками и кроющими листьями обертки.
Распространяются семенами и вегетативно с помощью корневых отпрысков.

## Значение и применение
Практическое значение рапатеевых невелико, хотя многие из них весьма декоративны и привлекают внимание ярко окрашенными (желтыми, красными, пурпурными) соцветиями и сочной зеленью листьев. Особенно хороши виды рода схеноцефалиума с нежно-розовыми снизу и белоснежными в верхней части, становящимися пурпурными во время цветения прицветничками.
В Колумбии эти довольно редкие растения являются предметом выгодной торговли. На рынках Боготы их продают под названием «маленькие звезды с юга». Причудливо окрашенные в красные тона, соцветия некоторых рапатеевых сходны с оперением попугаев ара.

## Классификация

### Таксономия
Американский ботаник В. Магуайр (1958), основываясь прежде всего на числе семязачатков, способе прикрепления их к плаценте и форме семени, разделил все семейство на два подсемейства и четыре трибы:
Подсемейство Саксофридерициевые (Saxofridericioideae):
триба Саксофридерициевые (Saxofridericieae);
триба Схеноцефаловые (Schoenocephalieae).
Подсемейство Рапатеевые (Rapateoideae):
триба Рапатеевых (Rapateae);
триба Монотремовых (Monotremeae).
При этом род Саксофридериция был поделён на два подрода — Акротека (Acrotheca) и Эвсаксофридериция (Eusaxofridericia).
Система APG II (2003) включает это семейство в порядок Злакоцветные (Poales) клады Commelinids порядка Однодольные растения (Monocotyledones), что представляет собой небольшие изменение по сравнению с системой APG (1998), в которой это семейство не было внесенно ни в один порядок и входило в кладу Commelinids (в тот момент Commelinoids) порядка Однодольные растения (Monocotyledones)
Система Кронквиста также признаёт это семейство, помещая его в порядок Commelinales подкласса Commelinidae класса Liliopsida.

### Роды
Семейство включает в себя 17 родов:
- Amphiphyllum Gleason
- Cephalostemon R.H.Schomb.
- Duckea Maguire
- Epidryos Maguire
- Guacamaya Maguire
- Kunhardtia Maguire — Кунгардтия
- Marahuacaea Maguire
- Maschalocephalus Gilg & K.Schum. — Машалоцефалус
- Monotrema Korn.
- Phelpsiella Maguire
- Potarophytum Sandwith
- Rapatea Aubl. typus — Рапатея
- Saxofridericia R.H.Schomb. — Саксофридериция
- Schoenocephalium Seub. — Схеноцефалиум
- Spathanthus Desv.
- Stegolepis Klotzsch ex Korn. — Стеголепис
- Windsorina Gleason